# Аксель Меє
Аксель Меє (фр. Axel Méyé, нар. 6 червня 1995) — габонський футболіст, нападник клубу «Іттіхад Танжер» та національної збірної Габону.

## Клубна кар'єра
Розпочав займатись футболом на батьківщині у клубі «Бітам», де і розпочав виступи на дорослому рівні. Згодом також виступав на батьківщині за клуби «Міссіль» (Лібревіль) та «Аканда».
На початку 2016 року став гравцем турецького «Ескішехірспора», за який до кінця сезону провів 16 ігор у Суперлізі і забив 2 голи, втім команда посіла 17 місце і понизилась у класі. Тим не менш африканець залишився у команді ще на сезон, після чого перейшов в іншу команду другого турецького дивізіону «Манісаспор», де провів пів року.
У січні 2018 року Меє підписав угоду з «Парижем», втім у новій команді закріпитись не зумів, зігравши до кінця сезону лише один матч у Лізі 2, після чого покинув клуб.
У сезоні 2018/19 Меє виступав за кувейтський клуб «Аль-Кадісія», з яким виграв Кубок Федерації футболу Кувейту, після чого перебрався до Марокко, де став виступати за місцеві команди «Шабаб Ріф» та «Іттіхад Танжер».

### У збірній
У липні 2012 року головний тренер олімпійської збірної Габону Клод Альбер Мбуруно викликав Акселя до участі у Олімпійських іграх у Лондоні. На турнірі Мейє дебютував у першому матчі проти Швейцарії, вийшовши на заміну на 74-й хвилині замість Аллена Ноно і загалом взяв участь у всіх трьох іграх збірної, яка не змогла подолати груповий етап. Наступного року у складі молодіжної збірної Габону був учасником молодіжного чемпіонату Африки, що пройшов у Алжирі, але і тут габонці вийти з групи не змогли.
15 червня 2012 року дебютував за збірної Габону в товариській грі проти Південної Африки (0:3).
На початку 2022 року потрапив до заявки збірної на Кубок африканських націй у Камеруні, де зіграв у двох матчах і дійшов з командою до 1/8 фіналу.

## Титули і досягнення
- Володар Кубка Федерації футболу Кувейту (1):

Аль-Кадісія: 2018-19
- Володар Суперкубка Кувейту (1):

Аль-Кадісія: 2018